# Луцій Корнелій Сулла
Лу́цій Корне́лій Су́лла Щасливий (лат. Lucius Cornelius Sulla Felix; 138 до н. е. — 78 до н. е.) — римський полководець, консул 88 до н. е. У 84 до н. е. здобув перемогу над Мітрідатом VI. Перемігши Гая Марія у громадянській війні, став у 82 до н. е. диктатором, проводив масові репресії. У 79 до н. е. склав повноваження.

## Біографія
Сулла народився 138 до н. е. у патриціанській сім'ї, що належала до роду Корнеліїв. Молоді роки провів у легковажних веселощах, щоправда, цікавився літературою.
У 107 до н. е. був квестором консула Марія під час Югуртинської війни і сприяв її закінченню, спонукаючи царя Бокха Мавританського шляхом майстерних переговорів до видачі Югурти. Брав участь у війні з кімврами і тевтонами.
У 93 до н. е. став претором. У 92 році до н. е. сенат спрямував його до Малої Азії, де він завдав поразки вірменській армії, яка підтримувала претендента на трон Каппадокії Гордія. Слідом за цим передав владу Аріарату IX. Того ж року в Мелітені зустрівся з послом парфянського царя Мітрідата II Великого, якого образив, чим спровокував утворення союзу між Парфією, Великою Вірменією та Понтом.
Відзначився під час Марсійської війни. У 88 до н. е. його обрано консулом, він отримав доручення вести (першу) війну проти Мітрідата. Він уже встиг вирушити до Кампанії до війська, коли в Римі народна партія під керівництвом народного трибуна Сульпіція Руфа передала керівництво мітрідатовскою війною Ма́рію. Сулла повернувся на чолі війська до Риму, взяв місто, змусив оголосити найголовніших зі своїх супротивників ворогами вітчизни і залишався ще деякий час у Римі, щоб забезпечити спокій на час своєї відсутності і дочекатися консульських виборів на наступний рік.
Після цього він присвятив себе веденню дорученої йому війни, не піклуючись про подальші події в Римі, де його противники знову захопили владу. У середині 87 році до н. е. Сулла успішно почав військову кампанію на сході: його легіони висадилися з кораблів у Греції, що встала на сторону Мітрідата ще до його приходу на грецьку землю, і обложили Афіни. Римська армія після довгих зусиль до весни 86 року до н. е. узяла місто, що спробувало скинути з себе чужоземне ярмо за допомогою Понтійського царства.
Того ж року Сулла розбив війська царя Мітрідата в двох битвах — біля Херонєї та Орхомені. У першому з них римський полководець командував 30-тисячною, добре навченою і дисциплінованою армією. 90-тисячним понтійськім військом, яке мало 90 бойових колісниць, командував царський полководець Архелай, який так і не зумів використати в битві чисельну перевагу. У битві при Херонєї полководець Сулла вперше в світовій військовій практиці використав добре продуману систему польових укріплень. Успіху Сулли у війні проти Мітрідата VI сприяли дії римської армії на чолі із маріанцями — Флавія, а потім Фімбрії. Згодом зумів перетягнути армію останнього на свій бік. У серпні 85 році до н. е. у Дардані змусив понтійського царя укласти вигідний для Римської республіки мирний договір.
На час відсутності Сулли у Римі Гай Марій у сьомий раз став консулом і зібрав велике військо для боротьби із Суллою. Лише тільки війна з Мітрідатом була щасливо закінчена, Сулла в 83 до н. е. на чолі сорокатисячного війська повернувся до Італії, переміг одного з консулів, Норбана, біля м. Тіфата, а військо іншого, Сціпіона, схилив до переходу на свій бік.
У тому ж році він розбив молодшого Марія при Сакріпорте і військо самнітів біля стін Риму, став таким чином господарем столиці. Щоб зміцнити своє становище, задовольнити почуття помсти і нагородити своїх прихильників, він проводив, так звані, проскрипції, розділив конфісковані землі між своїми улюбленцями та ветеранами. Звільнивши десять тисяч рабів, створив собі царських тілоохоронців і у листопаді 82 до н. е. змусив сенат обрати його диктатором на невизначений термін.
Тепер він міг подбати про те, щоб новими законами надати державі той лад, який, на його думку, обіцяв найбільш тривале панування аристократії. Законодавча влада народних зборів була обмежена, значення народних трибунів зведено нанівець, число сенаторів збільшено приєднанням до них 300 вершників, авторитет сенату посилений, право засідати в судах відібране у вершників і передано виключно сенаторам.
Думаючи, що він досяг своєї мети, Сулла у 79 до н. е. склав з себе повноваження, та оселився в Путеолах, займаючись громадськими справами, літературними заняттями. Помер диктатор у 78 до н. е. від апоплексичного удару.
Ще за життя Сулла дав наказ по смерті прозвати його «Щасливим» (Felix) — прізвиськом, що надалі стало агноменом, вживаним його нащадками. Таким він дійсно був: Сулла не програв жодного бою. Ще сучасники говорили про нього, що він наполовину лисиця, наполовину лев, але кожна частина його — найбільш небезпечна. Головна праця його життя пройшла безслідно, але деякі його заходи, не продиктовані аристократичними інтересами, утрималися до часів Імперії, наприклад, італійський міський лад, поповнення сенату колишніми квесторами, призначення до управління провінціями колишніх консулів та преторів та інші заходи.
Складена Плутархом біографія Сулли значною мірою є власними спогадами диктатора, поданими його вільновідпущеним Епікадом.

## Диктатура Сулли
Як диктатор Сулла ухвалив цілий ряд законів, які забезпечили аристократичний спосіб правління. До числа найвідоміших заходів Сулли належить закон про магістрати «Cursus honorum», який встановив нові вікові цензи для охочих обійняти вищі державні посади і створив деякі обмеження для припинення стрімкої кар'єри. Так, віковий ценз став складати 29 років для квестора (цей вік становив 27 років), 39 років для претора (33 роки за законом) і 42 роки для консула (36 років за законом). Тобто, між обійманням посади квестора і претора мало проходити не менше 10 років. Цим же законом Сулла також заборонив обіймати посаду претора раніше позбавлення посади квестора, а посаду консула раніше позбавлення посади претора (раніше ці норми часто порушувалися, оскільки ще не були закріплені). Крім того, цим законом було заборонено обіймати одну і ту ж посаду раніше ніж через 10 років.
До списку диктатур Сулли також входили закони, запроваджені ним після першого походу на Рим. Крім того, він збільшив число магістратур, передав суди і право розпоряджатися державним майном сенаторам, скасував хлібні роздачі плебсу і до мінімуму обмежив роль народних зборів. Вершники були відсторонені від збору податків. У провінції Азії податки припинили віддаватися на відкуп і стягувалися тепер безпосередньо. З'явився і закон про образу величі римського народу, що передбачав кримінальні покарання за цілий ряд політичних злочинів. Особливо відомі так звані «закони Корнелія» в галузі судочинства та кримінального права, багато з яких збереглися аж до VI ст. н. е. і увійшли в Дигести Юстиніана, а також закони в галузі сакрального права, покликані відновити «звичаї предків».
Кінцевою метою диктатур Сулли дослідники називають встановлення верховенства сенату в державних справах. Сам Сулла підносив всі свої дії народу як «улаштування республіки», тобто як вдосконалення неписаної римської республіканської конституції.

## Творчість
Відомий своїми мемуарами (нарисами про своє життя), але точна назва невідома. Ними він зайнявся після відходу від політичної діяльності. Загалом вони склали 27 книги, де йшлося від перших представників роду Корнеліїв Сулл до часів самого колишнього диктатора. Останні факти в цій праці датуються 78 роком до н. е. Повністю завершив та видав його вільновідпущеник Корнелій Епікад.
Дотепер зберігся лише 21 фрагмент. Мемуарами Сулли користувалися Плутарх, Авл Геллій, Светоній, Присціан, Цицерон, Пліній Старший.

## Сім'я
- Його першою дружиною була Ілія, згідно з Плутархом. Якщо текст Плутарха буде змінено на «Юлія», то вона, ймовірно, була однією з Юлій, пов’язаних з Юлієм Цезарем, швидше за все, Юлією Цезаріс, першою двоюрідною сестрою Цезаря, яка була видалена [157]. У них було двоє дітей:
  - Корнелія, яка спочатку вийшла заміж за Квінта Помпея Руфа Молодшого, а пізніше за Мамерка Емілія Лепіда Лівіана, народивши від першого Помпею (третю дружину Юлія Цезаря).
  - Луцій Корнелій Сулла, який помер молодим.
- Його другою дружиною була Елія.

- Його третьою дружиною була Клоелія, з якою Сулла розлучився через безпліддя.

- Його четвертою дружиною була Цецилія Метелла, з якою він також мав трьох дітей:

- - У них були близнюки Фавст Корнелій Сулла, який був квестором у 54 р. до н. е., і Фауста Корнелія, яка спочатку вийшла заміж за Гая Меммія (претор у 58 р. до н. е.), потім пізніше за Тита Аннія Мілона (претор у 54 р. до н. е.). Син Фаусти від її першого шлюбу був Гай Меммій, суфектконсул у 34 р. до н.

- - Син, який помер маленьким, незадовго до смерті своєї матері[9].

- Його п'ятою і останньою дружиною була Валерія, з якою у нього була лише одна дитина, Корнелія Постума, яка народилася після смерті Сулли.